# 리안 로스
리안 로스(독일어: Lian Ross, 1962년 12월 8일 ~ )는 독일의 가수이다.